# Eine Sommerliebe zu dritt
Eine Sommerliebe zu dritt ist ein deutscher Fernsehfilm aus dem Jahre 2016. Regie führte Nana Neul. Die Hauptrollen spielten Paula Kalenberg, Vladimir Korneev und Florian Panzner.

## Handlung
Jackie ist Schneiderin und in einer Beziehung mit Martin. Die beiden ziehen vom Ruhrgebiet nach München. Als Jackie ihre Arbeit in einer Trachtenschneiderei aufnimmt, wird sie auf ein bretonisches Restaurant aufmerksam, das gegenüber ihrer Arbeitsstätte liegt.
Bald freundet sie sich mit Serge, dem Inhaber des Restaurants, an und beginnt mit ihm heimlich eine Romanze. Sie lädt auch ihren Partner Martin zu Treffen mit Serge ein und die beiden erkennen ihre Bisexualität.
Als Martin einen Diensturlaub antritt und Jackie von ihrem Arbeitgeber gekündigt wird, verbringt sie diese Zeit intensiv mit Serge und bemerkt später, dass sie schwanger geworden ist.
Nachdem Martin zurückgekehrt ist und Serge in dessen Restaurant fast küsst, kommt Jackie herein, um ihm zu sagen, dass sie von ihm schwanger ist. Martin, der in einem Hinterraum des Restaurants wartet, erfährt dies und gerät in Wut.
Später gesteht Martin Jackie seine Bisexualität ein und verlässt sie für einen dreijährigen Aufenthalt in Australien. Bei seiner Rückkehr zu Jackie, die zusammen mit Serge und dem Sohn lebt, gesteht sie Martin, dass er der Vater des Kindes ist.

## Kritik
„(Fernseh-)Liebesfilm, der die üblicherweise stereotypen Trampelpfade Richtung Happy End meidet und alternative, dabei nicht unbedingt politisch korrekte Lebensentwürfe skizziert.“